# Armstrong Whitworth AW.681
Armstrong Whitworth AW.681, znan tudi kot Whitworth Gloster 681 ali Hawker Siddeley HS.681 je bilo predlagano štirimotorno transportno letalo s STOL sposobnostmi, sicer so originalno nameravali zgraditi VTOL letalo. Projekt so preklicali februarja 1965.

## Specifikacije (okvirne)
Podatki iz Armstrong Whitworth Aircraft since 1913.; Tapper 1988, p.344.
Splošne karakteristike
- Tovor: 35000 lb (15900 kg)
- Dolžina: 104 ft 2 in (31,75)
- Razpon kril: 134 ft (40,84)
- Višina: 37 ft 10 in (11,53 m)
- Površina kril: 2250 sq ft (209 m²)
- Maks. vzletna teža: 181200 lb (82360 kg)
- Pogon letala: 4 × Rolls-Royce Medway turbofan z usmerjanjem potiska, 13790 lb (61,3 kN) vsak

 Zmogljivost 
- Maks. hitrost: Mach 0,71
- Doseg: 4801 milj (7725 km)
- Višina leta: 25000 ft (7620 m)